# Sint-Anneke Sport
Sint-Anneke Sport was een Belgische voetbalclub uit Sint-Anneke, op Linkeroever in Antwerpen. De club was aangesloten bij de KBVB met stamnummer 7160.

## Geschiedenis
De club sloot zich in de jaren 70 aan bij de Belgische Voetbalbond en ging er in de provinciale reeksen spelen.
In 2002 fuseerde de club met Sparta Zwijndrecht FC tot Sparta Linkeroever FC. Beide clubs speelden op dat moment in dezelfde reeks in Tweede Provinciale, waar Sint-Anneke het seizoen als derde was geëindigd. De fusieclub speelde verder met stamnummer 1636 van Zwijndrecht. Stamnummer 7160 werd definitief geschrapt.

## Bekende ex-spelers
- Karim Bachar
- Philippe Clement (jeugd)
- Marvin Peersman (jeugd)